# Bernterode (Breitenworbis)
Bernterode is een ortsteil van de Duitse gemeente Breitenworbis in de deelstaat Thüringen. Op 1 september 2009 sloot de gemeente Berterode (bij Worbis) zich vrijwillig aan bij de gemeente Breitenworbis.